# 聖傑羅尼莫 (加利福尼亞州)
聖傑羅尼莫（英語：San Geronimo）是位於美國加利福尼亞州馬林縣的一個人口普查指定地區。

## 地理
聖傑羅尼莫的座標為38°00′48″N 122°39′50″W / 38.01333°N 122.66389°W，而該地最高點為海拔高度89米（即292英尺）。

## 人口
根據2010年美國人口普查的數據，聖傑羅尼莫的面積為3.905平方千米，均為陸地。當地共有人口446人，而人口密度為每平方千米114人。